# Résolution 1074 du Conseil de sécurité des Nations unies
Membres permanents
- Chine
- États-Unis
- France
- Royaume-Uni
- Russie

Membres non permanents
- Allemagne
- Botswana
- Chili
- Corée du Sud
- Égypte
- Guinée-Bissau
- Honduras
- Indonésie
- Italie
- Pologne

Résolution no 1073 Résolution no 1075
La résolution 1074 du Conseil de sécurité des Nations unies a été adoptée à l'unanimité le 1er octobre 1996. Après avoir rappelé toutes les résolutions sur les conflits dans l'ex-Yougoslavie et en particulier la résolution 1022 (1995), le Conseil de sécurité a mis fin à toutes les mesures restantes à l'encontre la république fédérale de Yougoslavie des résolutions précédentes avec effet immédiat. 
La mise en œuvre des accords de Dayton pour la Bosnie-Herzégovine s'est améliorée et a été saluée par le Conseil, tout comme la reconnaissance mutuelle et l'établissement de relations diplomatiques entre tous les États nouvellement souverains, issue de la dissolution de l'ex-Yougoslavie. Dans le cadre de cet accord, il était essentiel que tous les pays coopèrent avec le Tribunal pénal international pour l'ex-Yougoslavie (TPIY). Il a également été noté que des élections avaient eu lieu en Bosnie-Herzégovine.
Agissant en vertu du chapitre VII de la Charte des Nations unies, le Conseil a noté que les élections constituaient une étape significative vers la mise en œuvre de l'accord de paix et autorisaient la fin des sanctions internationales contre les États de l'ex-Yougoslavie. Toutes les parties ont été invitées à respecter leurs engagements et le Conseil a indiqué qu'il continuerait à surveiller la situation et que qu'il imposerait de nouvelles mesures si l'une des parties ne respectait pas ses obligations en vertu de l'accord.
Enfin, le comité créé par la résolution 724 (1991) devait être dissous une fois son rapport finalisé. Ce comité a tenu 141 réunions avant de mettre fin à ses activités le 15 novembre 1996. 

## Voir également
- Guerre de Bosnie-Herzégovine
- Dislocation de la Yougoslavie
- Guerre de Croatie
- Guerres de Yougoslavie